# Julio Tobar Donoso
Julio Tobar Donoso (Quito, 25 de enero de 1894 - Ibídem, 10 de marzo de 1981) fue un diplomático, abogado y escritor ecuatoriano, erudito de la ciencia social y política del Ecuador. Durante el mandato de Carlos Arroyo del Río firmó el Protocolo de Río de Janeiro. Fue fundador de la Pontificia Universidad Católica del Ecuador junto al Padre Aurelio Espinosa Pólit.

## Biografía
Hijo del Sr. Julio Tobar Yépez y de la Sra. Mercedes Donoso Freile. Realizó sus primeros estudios en la escuela El Cebollar y en el pensionado elemental Pedro Pablo Borja, y la secundaria en el Colegio San Gabriel de los jesuitas donde se graduó de Bachiller e ingresó al Centro Católico de Obreros que luego le tocó presidir y comenzó a escribir en El Republicano, El Porvenir y en La Corona de María, pues desde los primeros cursos había amistado con el Padre Manuel José Proaño, quien le dirigía política y espiritualmente, inculcándole sus graves responsabilidades como intelectual católico. Finalmente ingresó a la Universidad Central del Ecuador, en Quito, donde el 14 de marzo de 1917 obtuvo el título de Doctor en Jurisprudencia con la tesis "La letra de Cambio". En 1946 conformó el Comité Promotor de la Pontificia Universidad Católica del Ecuador, en Quito, junto con el Padre Aurelio Espinosa Pólit, a la que estuvo unido desde su fundación hasta el año 1972, como Decano de la Facultad de Jurisprudencia y como profesor de Derecho Político. 
Como diplomático fue asesor de la Junta Consultiva del Ministerio de Relaciones Exteriores, y también en 1938 fue jefe de la diplomacia ecuatoriana durante la presidencia de Manuel María Borrero. En 1938, recibió la Gran Cruz de la Orden del Águila Alemana, que la Alemania nazi entregaba a diplomáticos extranjeros, la condecoración se conserva en un museo de Quito. 
En enero de 1942, como canciller del presidente Carlos Alberto Arroyo del Río encabezó la delegación ecuatoriana a la Conferencia de Cancilleres reunida en Río de Janeiro y el 29 de enero firmó en nombre del Ecuador el Protocolo de Paz, Amistad y Límites, conocido como Protocolo de Río de Janeiro.

## Participaciones
Desde 1915 se afilió al Partido Conservador y llegó a ser activista y hasta dirigente.
En 1918 ingresó a la Sociedad Ecuatoriana de Estudios Históricos Americanos y a la Congregación de Caballeros de la Inmaculada.
En 1919 escribió para "El Comercio" e inició una serie histórico-biográfica sobre los primeros gobiernos de la República (Presidencia de Vicente Ramón Roca, Manuel de Ascásubi, Diego Noboa, José María Urbina y Viteri y Gabriel García Moreno).
En 1926 escribió para "La Defensa" una serie de biografías de ilustres católicos del siglo XIX.
En 1951 fue elegido Presidente del Instituto de Cultura Hispánica de Quito, y en 1953 publicó una de sus obras más hermosas: «La Iglesia, Modeladora de la Nacionalidad», por la que en 1956 el Consejo de Quito le otorgó el «Premio Tobar».
Posteriormente, en 1965 fue elegido Director de la Academia Ecuatoriana de la Lengua.

## Investigaciones
Su incursión en la investigación fue muy amplia. Algunos de sus estudios fueron: 
- Génesis y antecedentes de las ideas sociales cristianas (1918)
- García Moreno y la instrucción pública (1923)
- Relaciones entre la Iglesia y el Estado ecuatoriano (1924)
- Desarrollo constitucional de la República de Ecuador (1925)
- Figuras del catolicismo social (publicado en 1926, es una obra en la que recoge una serie de biografías de ilustres católicos del siglo XIX, que había ido publicando en La Defensa),
- Por la libertad de la enseñanza (1930)
- Desarrollo constitucional de la república del Ecuador (1936)
- Catolicismo social (1936)
- Dictámenes Jurídicos acerca del problema ecuatoriano-peruano, dados por ilustres internacionalistas americanos (1942, en dos tomos)
- Elementos de ciencias políticas (1951)
- Estudio sobre los límites ecuatoriano-peruanos (1947)
- El fin de una fábula (publicado en 1951, en defensa de la persona de García Moreno)
- La Iglesia modeladora de la nacionalidad (1953)
- Derechos y deberes de los patronos y trabajadores del campo (1953)
- El pensamiento jurídico de Pío XII (1956)
- El Ilustrísimo P. F. José María Yerovi, O.F.M., Arzobispo de Quito (1958)
- Historiadores y cronistas de las misiones (publicado 1960, como un estudio dentro del proyecto Biblioteca Ecuatoriana Mínima)
- Biografía de Pedro Gual (1962)
- Las instituciones del período hispánico, especialmente en la Presidencia de Quito (1974)
- Los miembros de número de la Academia Ecuatoriana, muertos en el primer siglo de su existencia (1976)

### Breve resumen de algunos libros

#### Iglesia modeladora de la nacionalidad
Libro prologado por el humanista Aurelio Espinosa Pólit, es un trabajo de investigación donde Tobar Donoso recorre toda la historia de Ecuador desde su conquista y fundación de la Real Audiencia pero lo hace con la tesis en mente de destacar los principales aportes y el rol que tuvo la iglesia al modelar a Ecuador como país. Habla acerca de la devoción por la eucaristía que existía desde la conquista, las primeras misas que se celebraron en ese territorio. También examina la función de la iglesia tanto en la fundación de las ciudades como en las misiones en el campo. Desarrolla el capítulo II sobre la relación entre la Iglesia y los indígenas, destacando la obra pastoral. Prosigue con un análisis de la importancia que tiene la figura de Santa Mariana de Jesús durante su vida en el siglo XVII pero también en los siglos posteriores. Desarrolla dos capítulos importantes sobre la educación y los hospitales que funcionaban bajo la administración de la iglesia y como estos surgieron a partir del catecismo y caridad, respectivamente. Los tres últimos capítulos investiga sobre el rol de la iglesia dentro de las independencias, el impulso que dieron a la ciencia y la promoción que imprimieron en el arte, especialmente la Escuela Quiteña. Es una obra de referencia que sistematiza el impacto social que tuvo la Iglesia Católica dentro de este país sudamericano.

#### Historiadores y cronistas de las misiones
Debido al rol que tuvo como diplomático durante el conflicto limítrofe entre Ecuador y Perú, así como por su educación en leyes y su fe católica, Tobar Donoso es el autor que reunió estos tres intereses y los volcó a sus investigaciones que terminaron enfocándose en el rol de la iglesia en las misiones realizadas en la Real Audiencia de Quito. Fue históricamente este precedente el que terminó causando los conflictos entre esos dos países debido a la indeterminación de los límites administrativos entre la Iglesia y la Monarquía durante el periodo virreinal. Por esta razón participó dentro del proyecto de crear una Biblioteca Ecuatoriana Mínima y contribuyó con sus conocimientos sobre este periodo histórico. En este libro habla específicamente de historiadores y cronistas importantes como Francisco Ponce de León, Ignacio de Quezada, José de Maldonado, Francisco de Figueroa, Pablo Maroni, Samuel Fritz, Rodrigo Barnuevo, José Chantre y Herrera, Toribio Medina y Gaspar de Carvajal. Es uno de los libros más importantes sobre estas personalidades, donde se detalla sus esfuerzos evangelizadores, el despliegue de las misiones, las reducciones en la Amazonía y su muerte muchas veces como mártires.

#### Las instituciones del período hispánico, especialmente en la Presidencia de Quito
En esta obra destaca Tobar Donoso en su rol como jurista al analizar las leyes e instituciones durante la Presidencia de Quito. Hace un análisis del contexto histórico y enumera las principales Leyes de Indias que fueron parte de las instituciones del Estado Indiano, empezando por la recopilación de las leyes ordenada por el Rey Carlos II en los años 1560 y 1561, con el fin de "incorporar las Cédulas, Provisiones, Acuerdos, y Despachos, necesarios para el gobierno y administración de justicia". Sigue su investigación analizando la relación eclesiástico-estatales, a lo que Villarroel se referiría como Los dos cuchillos pontificio y regio. Después elabora sobre la institución del vicariato real, que era la base de la administración política en los virreinatos que funcionaban en América y termina sobre el rol que tuvo la Iglesia Católica desde la fundación de las primeras iglesias primitivas y su posterior desarrollo.

## Matrimonio y descendencia
En 1919 contrajo matrimonio con Ángela García Gómez, sobrina-nieta de Gabriel García Moreno, con la que tuvo cinco hijos.